# Путнъм (окръг, Илинойс)
Окръг Путнъм (на английски: Putnam County) е окръг в щата Илинойс, Съединени американски щати. Площта му е 445 km², а населението - 6086 души (2000). Административен център е село Хенепин.